# Hadrian's Wall Path
Le Hadrian's Wall Path (« sentier du mur d'Hadrien ») est un sentier de grande randonnée dans le nord de l'Angleterre, qui devient en 2003 le quinzième National Trails (« sentier national »).
Il s'étend sur 84 milles (135 km), de Wallsend (Wall's end : « Fin du mur ») à l'est de Newcastle upon Tyne, sur l'embouchure de la Tyne vers la mer du Nord, et traverse l'île jusqu'à Bowness-on-Solway à l'ouest de Carlisle, sur l'embouchure de l'Eden sur le Solway Firth de la mer d'Irlande. Il atteint la hauteur de 1 132 pieds (345 m) au Winshield Crags.
Sur la majeure partie de sa longueur, il est proche des vestiges du mur d'Hadrien, le mur de défense construit par les Romains entre 122 et 127 ap. J.-C. à la frontière nord de leur empire. C'est un des tronçons des « frontières de l'Empire romain » du Patrimoine mondial de l'UNESCO.

## Description
Bien que bourbeuse par endroits, la randonnée est relativement facile car le point le plus élevé du sentier n’est que de 345 mètres et, sur une grande partie de sa longueur, le sentier est relativement plat. La majeure partie du mur traverse des campagnes isolées, mais certaines sections traversent les villes et les banlieues de Newcastle et de Carlisle. Le chemin est bien balisé. Pendant la majeure partie de la marche, il y a de nombreux signes d'activité humaine et beaucoup de promeneurs en été. Bien qu'il y ait des villages et des fermes à proximité du sentier, il n'y a pas beaucoup d'endroits où acheter de la nourriture et des boissons, en particulier dans les sections centrales. La section entre Chollerford et Walton est la partie la plus haute et la plus sauvage du sentier ; c'est aussi l'endroit où le mur est le plus visible et comprend plusieurs forts romains importants.

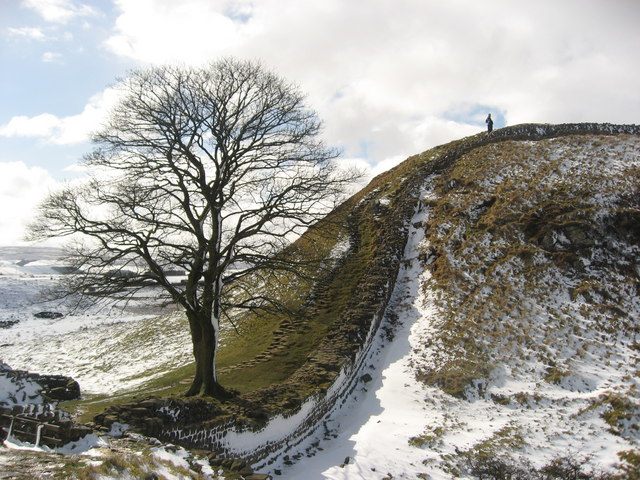
Le Sycamore Gap Tree en hiver entre le sentier et le mur.

## Étapes
L'itinéraire suivant divise la marche de 135 km en six étapes raisonnables et se présente d'est en ouest (contre les vents dominants) :
1. Wallsend à Heddon-on-the-Wall - 24 km : le sentier commence au fort romain et au musée de Segedunum, qui définit le contexte historique du mur. La majeure partie de cette section traverse des zones urbaines, notamment le centre de Newcastle upon Tyne et le long des rives de la Tyne. Seule la dernière partie, menant à Heddon-on-the-Wall, est en pleine campagne. Il y a des aperçus occasionnels du mur ;
2. Heddon-on-the-Wall à Chollerford – 25 km : cette section est presque entièrement en pleine campagne. Le mur est parfois visible et le Vallum (terrassement) est fréquemment visible du côté sud. Plus au sud, il y a le village de Corbridge, base arrière des fortifications romaines du mur d'Hadrien ;
3. Chollerford à Steel Rigg - 19 km : le fort romain de Chesters est proche du début de cette section. Le chemin commence à monter et la campagne devient une lande plutôt qu'une terre agricole. Une plus grande partie du mur est visible et certaines parties le long des falaises offrent une large vue sur la campagne au nord. Le chemin passe par le fort romain de Housesteads (Vercovicium), qui a été considérablement consolidé et qui présente un grand intérêt. Le sentier suit un chemin parallèle au mur dans le bois, mais les visiteurs sont autorisés, s’ils le souhaitent, à marcher sur le mur. C'est aussi là que se situe le Sycamore Gap Tree, le Cragh Lough, le Milecastle 39 et, plus au sud, Vindolanda (fort romain de Chesterholm) sur la Stanegate. Il croise aussi le Pennine Way ;
4. Steel Rigg à Walton - 26 km : il s'agit d'une autre section à travers la campagne ouverte avec le mur parfois visible. Le fort romain de Birdoswald abrite un musée. Le prieuré de Lanercost, construit avec des pierres tirées du mur, est à quelques pas au sud et, au nord, il y a le fort romain de Bewcastle ;
5. Walton à Carlisle – 18 km : dans cette section, le chemin retourne aux terres agricoles et traverse l'autoroute M6. Une partie du sentier longe la rivière Eden, traverse un parc et passe une grande passerelle ;
6. Carlisle à Bowness-on-Solway – 24 km : la première partie de cette section est plutôt monotone, mais la marche s’améliore une fois que le sentier dépasse les faubourgs de Carlisle. La majeure partie du chemin longe la rivière Eden ou le Solway Firth. Il n'y a rien  à voir du Mur mais la promenade est ouverte et agréable. Le chemin se termine dans le village de Bowness-on-Solway.

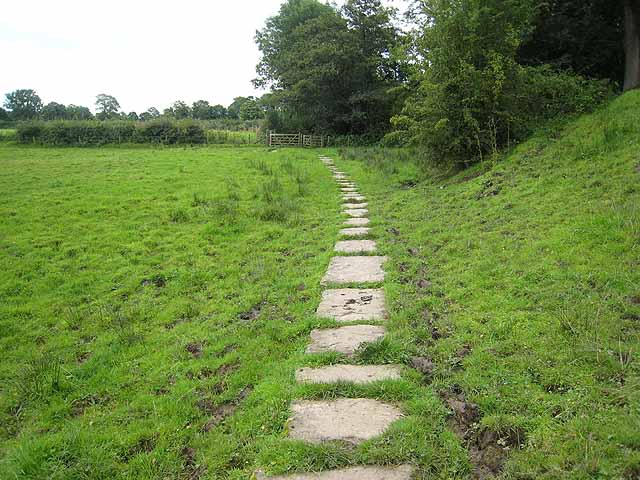
À Kirkandrews-on-Eden, près de l'extrémité occidentale du sentier.
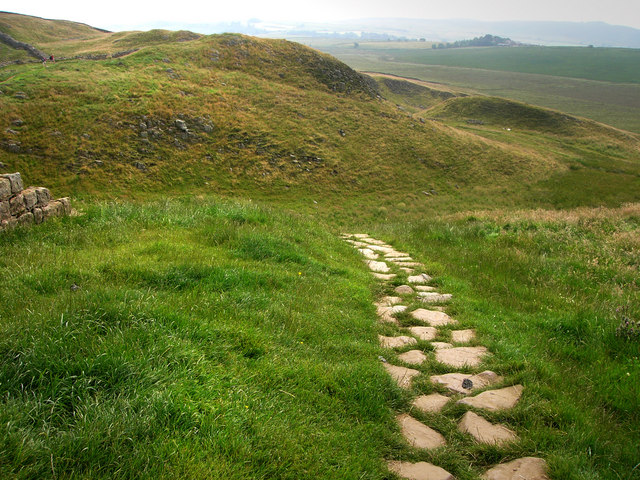
Peel Crags, près de l'érable, à mi-chemin sur les hauteurs.
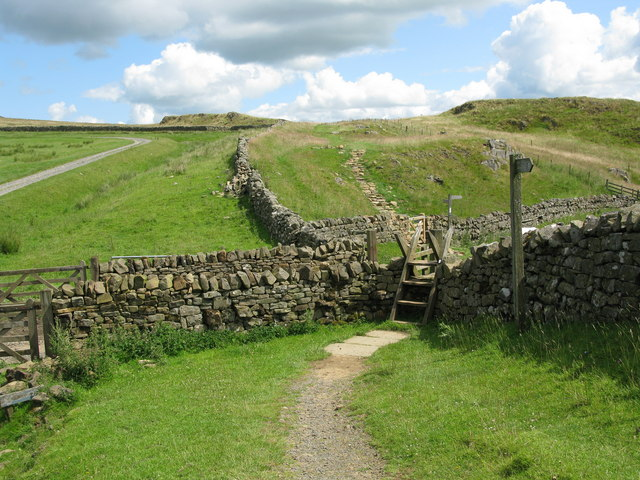
Échalier sur le sentier.
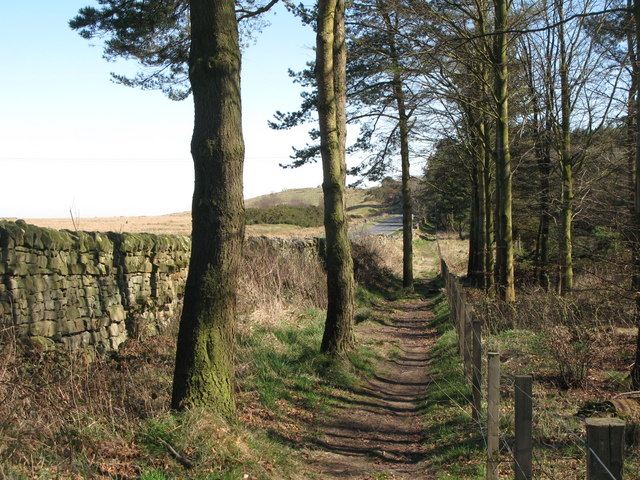
Près du Milecastle 24, non loin de Newcastle.*
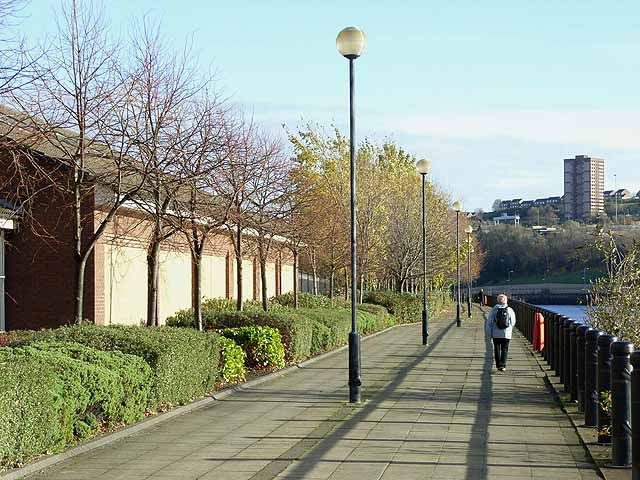
Newcastle Business Park, le long de la Tyne.
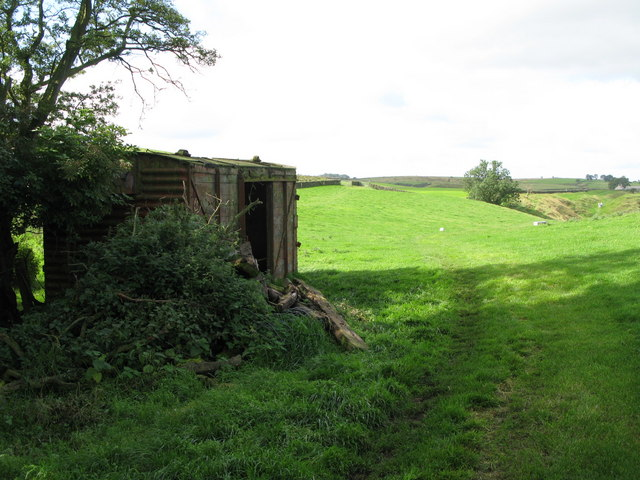
Près d'une ferme de Wallsend, à l'extrémité orientale du chemin.

## Accès

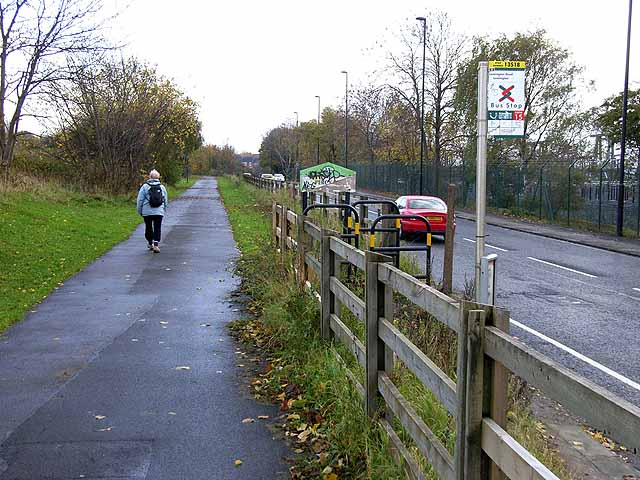
Arrêt de bus sur Lemington Road, près de Newcastle, à côté du Hadrian's Wall Path.

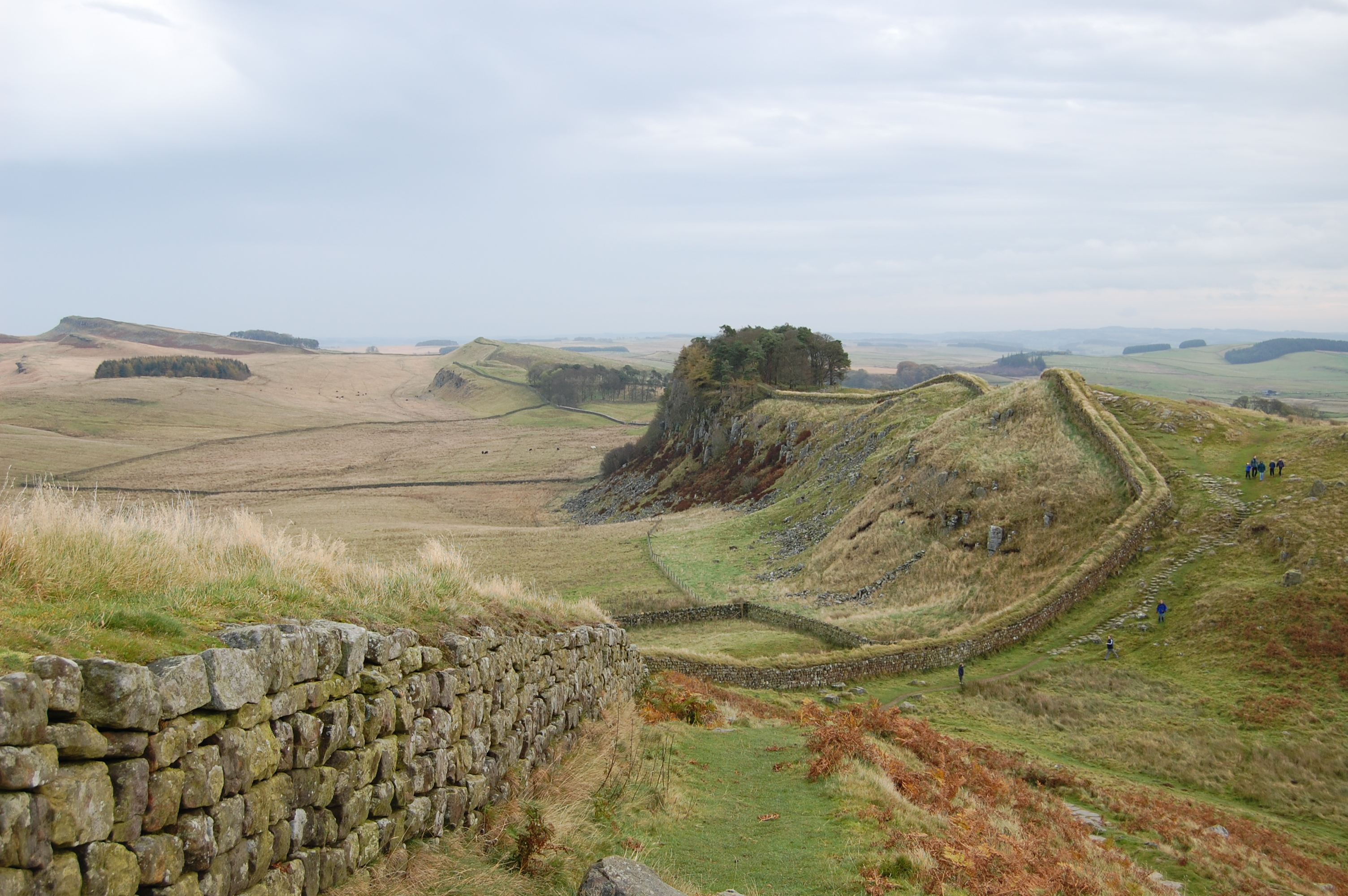
Vestige du mur d'Hadrien près de Housesteads.

Newcastle et Carlisle font tous deux partie du réseau ferroviaire national du Royaume-Uni.
Le début de la promenade à Wallsend est facilement accessible en prenant un train local de Newcastle à la station de métro Wallsend (ligne jaune), qui est la seule station au monde à afficher des notices bilingues en anglais et en latin. Depuis la gare, dirigez-vous dans la direction opposée aux magasins situés le long de la route, en direction de la haute tour de Segedunum Roman Fort and Museum.
La ligne de chemin de fer Tyne Valley relie Newcastle à Carlisle, avec des arrêts à Wylam, Prudhoe, Corbridge, Hexham, Haydon Bridge, Bardon Mill, Haltwhistle, Brampton (à 1,6 km de la ville de Brampton) et Wetherall. La plupart du temps, la ligne n’est pas facilement accessible à pied du mur. Le parc national du Norvignetteerland exploite des parkings payants à Brocolitia, Housesteads, Steel Rigg, au Sill National Landscape Discovery Centre, aux carrières Cawfields et Walltown.
Bowness-on-Solway ne dispose pas de parking et il est conseillé à toute personne envisageant de laisser sa voiture à Wallsend de laisser son véhicule sur le parking longue durée de l'aéroport international de Newcastle.
Il y a un bus du mur d'Hadrien (service AD122) qui passe près de la partie centrale du mur pendant l'été. Le bus relie Hexham, Chesters, Housesteads, Once Brewed, Vindolanda, Walltown et Haltwhistle environ une fois par heure, de 9 h à 17 h. Le service est quotidien tous les jours de Pâques à septembre.